# 東急ストア
株式会社東急ストア（とうきゅうストア、英: TOKYU STORE CHAIN CO., LTD.）は、東京都目黒区に本社を置く、東急子会社のスーパーマーケットチェーンや、東急電鉄の駅構内の売店やコンビニエンスストアなどを運営する企業。東急グループの企業の一つ。
関東地方を中心に主力業態のスーパーマーケット「東急ストア」を展開するほか、東急電鉄沿線では駅売店「toks」を運営する。TOKYUポイント加盟店。

## 歴史

### 百貨店法の制約を避けるために誕生
1956年（昭和31年）6月に施行の百貨店法により、百貨店が新店舗の出店や増床などに制約が課されることになったことから、その制約を受けずに事業展開を行うために同年10月10日に「東横興業株式会社」を設立したのが始まりである。
当社の1号店として1956年（昭和31年）11月22日に開設された武蔵小杉東興店は、東横線と国鉄線の武蔵小杉駅のはす向かいにあたる川崎市小杉町1丁目403番地に第一生命が建設した第一生命住宅の店舗部分への出店で、従前からの出店の約束を果たす側面もあるものであった。
また、同年1月に東急グループ入りしていた百貨店の白木屋は、1928年（昭和3年）12月18日の五反田分店と1929年（昭和4年）2月の大森分店という戦前に開設した2分店の他に、1952年（昭和27年）12月に中央線高円寺駅北口の駅ビルに開設した高円寺分店を運営していたが、百貨店分店の形式では百貨店法の規制対象となるとして、こちらも「白木興業株式会社」を設立して3店の営業を譲渡することで規制を逃れさせることになった。
こうして設立された2社を経営統合することになり、1957年（昭和32年）4月1日に「東横興業株式会社」が「白木興業株式会社」を吸収合併して五反田と大森、高円寺の3店の営業を引き継ぎ、チェーン店の展開へ乗り出すことになった。
同年9月20日、より一般的で親しみ易い名称として「株式会社東光ストア」へ社名変更するとともに、社紋（シンボルマーク）もエーデルワイスをかたどったものへ変更した。
そして東横百貨店（現・東急百貨店東横店）西館地下と壁一枚で隣接する渋谷地下街が開業する際には、百貨店の増床許可が出た時点で東横百貨店に変換する条件で当社が1957年（昭和32年）12月に渋谷店を出店し、契約通り1962年（昭和37年）8月東横百貨店に返還したほか、同じく東横百貨店が核店舗として出店する構想で進められていた東急文化会館の店舗部分も当社が運営する「文化特選街」とするなど、百貨店法の制約を受けずに店舗展開を進めるという戦略を担う形で出店が進められていった
こうした設立時の経緯もあり、東横百貨店から130名、白木屋系の旧白木興業234名の社員が当社へ出向していたが、当社が軌道に乗った後、役職者と一部の専門職員を除いて百貨店へ復帰させる人事を行っており、現場は当社として採用した社員が中心となって運営する形態へ移行する形となった。

### セルフサービス方式導入によるスーパーマーケット事業への進出
設立当初は百貨店と同様の対面販売方式で、小型百貨店というべき運営形態であったが、1957年（昭和32年）2月に「スーパーマーケット設立準備委員会」を発足して八幡製鉄所購買会（現・スピナ）の見学や研修会への参加などを通じてセルフサービス方式の導入へ向けた準備を進められた。
1958年（昭和33年）10月に高円寺店2階に木製ゴンドラケースによるオープン陳列を行ってセルフサービス方式を導入し、スーパーマーケット事業参入の第一歩を踏み出すことになった。この高円寺店へのセルフサービス方式の導入に当たっては、生鮮食料品の販売効率が現状でも高かったうえ、当時は予め包装などを行っておくプリパッケージができない商品と考えられていたことから、1階の食料品売り場は従来通り対面販売が継続されていた。だが高円寺店のセルフサービス方式の導入は、利点を理解しながらもスーパーマーケット事業への進出に二の足を踏むことが多かった百貨店などの大手資本によるものとしては先駆けとなったため、業界紙などから注目を集めることになった。
1958年（昭和33年）12月13日に開設した鷹番町店は新店舗で開設時からセルフサービス方式の導入を行った1号店であるのみならず、部門別に色分けした名刺大の札を商品に添付して、それを基にレジで精算を行う方式で食品売り場にもセルフサービス方式の導入しており、高円寺店での実験をさらに一歩進めるものとなった。ただし、この鷹番町店でも食料品全てをセルフサービス方式とすることはできず、対面販売部分が残る状態となっていた。
その後、1959年（昭和34年）3月27日に同社では初の本格的なスーパーマーケットとして、日本住宅公団桜堤団地内に鉄骨造り1階建ての武蔵境店を開設した際には、様々な合理化策を導入すると共に、その成果を委員会を設けて検証するなどスーパーマーケット事業の本格的な展開を目指した実践と研究を重ねて行った。
セルフサービス方式の導入を進めるうえでは、商品の事前包装や値札付けといったプリパッケージ技術が必要であったことなどが、こうした漸進的な導入の背景となっており、当社が全商品をセルフサービス方式で販売するようになったのは1959年（昭和34年）11月に開設した荻窪店が最初の店舗となった。プリパッケージで問題を抱えていたのは、先述した食料品だけでなく、衣類や雑貨類などでも同様であり、価格のみならず、素材や大きさ、洗濯方法なども付記した包装の導入などのセルフサービス方式に合わせた商品の形態が模索され、実践に移されていくことになった。
また、商品を各店舗にスムーズに配送するために、1961年（昭和36年）12月に東横線都立大学駅の高架下にベルトコンベヤーを導入した本部検品所と商品倉庫を兼ねた施設を開設して合理化を図った。その他にもメーカーの販促活動の機会に安く大量に仕入れるなど大量仕入れ・大量販売というスーパーマーケット事業の強みを生かすための仕入れ政策にも取り組み、徐々にスーパーマーケット事業を軌道に乗せて行くことになった。
1964年（昭和39年）7月に開設した三軒茶屋店では、中央食品（現・セントラルフーズ）による完全包装された精肉販売が導入され、店舗における厨房機能の縮小と大量陳列による買い易さが両立することで更なる合理化が図られることになった。
こうしてセルフサービス方式の導入を進めたことにより、合理化が進んだ半面で店員と顧客との間でのふれあいが不足しがちになることから、それを補って顧客の固定化を図ることを目的に1961年（昭和36年）2月に「東光セルフサービスチケット」を導入するなどセルフサービス方式の欠点の是正策も並行して導入された。
東急グループの企業らしく文化事業にも早くから力を入れ、1966年（昭和41年）11月より主な顧客層である主婦を対象とした文化講演会「東光ストア ママ大学」を開始し、その後社名変更により1975年10月から「東急ストア ママ大学」に改題された。また、かつて文化放送で午前11時過ぎに長年にわたり「東急ストア ママ大学」というタイトルでコーナー提供をしていたが、『くにまるワイド ごぜんさま〜』の番組途中で終了している。

### ショッピングセンター形式の大型店の出店
1971年（昭和46年）4月に京王線調布駅から100mの場所に建設された地下1階・地上8階建てのビルの地下1階から地上3階までを使用して当社初のショッピングセンターとなる調布店（調布とうきゅう）を開設し、大型店の運営に参入することになった。
調布店は、都心に流出している購買力を地元に引き付ける狙いから有力な店舗をテナントとして導入する戦略をとったため、テナント比率が高まったものの、土地・建物ともに自社所有であることから高い収益力を持つ店舗となった。
こうした大型店舗でのテナントの導入はその後も続けられ、当社としては2番目のショッピングセンターである厚木店では地元の老舗などからなる暖簾街の導入が図られ、水戸店では外国の有名メーカーのライセンス生産によるファッションを扱う売り場の導入をしたほか、水戸店では陶器類も扱うなど徐々に品ぞろえを拡充していくことになった。
また同年10月に開設した大和店では郊外型の週末中心の来客を想定して、喫茶店やビアガーデンなどの飲食施設や遊戯施設、休憩所など物販以外の施設の充実を図った。同年11月に鎌倉駅前に開設した鎌倉店では、百貨店や専門店が当社のようなスーパーに陳列されるのを嫌がるような海外メーカーの服などを扱ったため、取り扱いを中止させようとする動きが一部で見られるような状況まで生じた。
このように大型店の出店に伴い、衣料品や雑貨類の販売比率が増大することになり、店舗間の販売力などに大きな差が生じたことから、店舗を規模や立地などで5分類して各々の戦略を立てる形へ変化していくことになった。

### 出店エリアの拡大
母体となった東急沿線の他に、東急電鉄や東急不動産が進めている地域開発型の不動産事業展開の一環として出店したほか、比較的高所得者層が多いとされる湘南地区や神奈川県中央部など首都圏の人口急増が生じていた地区に出店を集中的に行うドミナントエリアとする出店戦略を採った。
このため、東急沿線では溝の口店（1970年（昭和45年）10月開店）や学芸大学店（1970年（昭和45年）11月開店）、祐天寺店（1970年（昭和45年）11月開店）、二子玉川店（1970年（昭和45年）12月開店）、湘南地区では辻堂店（1969年（昭和44年）11月開店）や鎌倉店（1971年（昭和46年）11月開店）、神奈川県中央部では厚木店（1971年（昭和46年）5月開店）や大和店（1971年（昭和46年）10月開店）等の出店を行うことになった。
また、東急電鉄や東急不動産が進めている地域開発型の不動産事業展開の一環として1966年（昭和41年）8月に青葉台店を開設したほか、同年9月の狭山店や南柏店などグループ戦略に伴う出店も行った。
東急グループが東海地方に東急鯱バスを運営していたことから、富士製鉄の依頼を受けて同社が従業員向けに建設した宮津団地内で商業施設の運営を引き受けることになり、1969年（昭和44年）4月に東海東光ストアを設立し、知多半島へ進出することになった。東海東光ストアは1969年（昭和44年）8月に宮津店を開設したのを皮切りに、翌年1970年（昭和45年）5月に上野台店、1974年（昭和49年）3月に粕谷台店、1980年（昭和55年）に知多店を開設するなど知多半島への出店を進めて行った。

1972年（昭和47年）7月15日に定山渓鉄道（現・じょうてつ）66.6％、東光ストア33.3％の出資比率で株式会社定鉄商事（現：東光ストア）を設立して同年10月に第1号店となる木の花店を開設したほか、これとは別に1974年（昭和49年）7月1日に北海道東急ストアを設立して同年10月13日に宮の森店を開設。東急ストアの名称は本州より先に北海道で使われることとなった。
このように東急グループの拠点がある地域へ出店する戦略を採っていった。
さらに、長崎屋と提携して同社が得意とする衣料品との相乗効果を狙い、長崎屋サンショッピングセンター内で食料品や雑貨を扱う店舗をスーパーマーケットを出店する契約を結ぶなど、他社と提携した出店戦略も展開していった。
こうした積極的な出店の一方で、1969年（昭和44年）1月に芦花公園店を閉鎖したのを皮切りに、1970年（昭和45年）8月に（初代）阿佐谷店、同年9月に荏原店、1971年（昭和46年）12月には（初代）本八幡店と不採算店舗の閉鎖も進めたほか、1972年（昭和47年）から1974年（昭和49年）にかけて26店舗の改装を行うなど既存店の活性化も進めて行った。

### 関連会社の設立や吸収による商品力の強化
1971年（昭和46年）8月20日に渋谷米穀店と荻窪米穀店を母体にして東光食糧販売株式会社（現・東光食糧）を設立して米穀の精製・販売に乗り出し、1973年（昭和48年）7月に当社の青果部門のテナントや直営青果部門への納入業者であったミツバ商店を傘下に入れて東光青果を設立して青果部門を直営化した。
同年10月には水産部門の東光水産、同年12月25日に東光デイリー食品株式会社（現・東光食品）を設立して、1974年（昭和49年）1月30日に水戸内原工場を完成させて同年8月9日から日配品の製造・販売に乗り出すなど食品の販売力強化を目指した関連会社の設立を進めた。
また、日本国内の紳士靴大手である日本製靴との合弁で1975年（昭和50年）7月14日にトップシューズを設立し、同年8月の荻窪店を皮切りに靴売り場を展開したほか、1976年（昭和51年）11月25日には株式会社東光ドラッグを設立するなど専門性が必要な分野の商品を扱う関連会社の設立も進めて営業力の強化を図っていった。
1979年（昭和54年）2月に東光青果株式会社と東光水産株式会社を吸収合併したほか、東光デイリー食品と東光ピクルスの販売部門、レストラン東急の総菜部門の譲渡を受けて食料品の主要部門を完全に直営化することになった。

### 社名変更と店舗網の見直し
東急ストアの名称は本州より先に北海道東急ストアで使われていたが、これに次いで東光ストアは1975年3月に社名を東急ストアに変更した。
食料品を中心としたスーパーマーケット店（以下、SM店）の名称を同じく「東急ストア」に改め、名実共に東急グループの一員としての看板を掲げることとなった。
東急ストアの名称は本州より先に北海道東急ストアで使われていたが、これに次いで東光ストアは1974年（昭和49年）には売上高が1000億円を突破して東急百貨店と共に東急グループの流通部門の基幹企業となり、「名実ともに東急グループとしての一員であることを明確にする」ため、1975年（昭和50年）3月1日に社名を株式会社東急ストアに変更した。食料品を中心としたスーパーマーケット店の名称を同じく東急ストアに改め、名実共に東急グループの一員としての看板を掲げることとなった。それに合わせて同年5月、定鉄商事の札幌東光ストアも札幌東急ストアへ店名変更した。また、1975年（昭和50年）11月1日に生活情報誌『ファミリー109』を創刊している。
その一方でグループの開発戦略上の役割を果たした店舗などを中心に、1978年（昭和53年）12月に狭山店を閉鎖したのを皮切りに、1979年（昭和54年）3月に元石川店、同年7月に本八幡店と溝の口店（初代）、同年8月につくしが丘店、同年12月に大谷ロ店、1980年（昭和55年）1月に三軒茶屋店と上大岡店、同年9月に水戸店、同年12月に久が原店と2年強で10店舗の閉鎖を行うなど、店舗網の見直しを進めた。
こうした店舗閉鎖だけでなく、1979年（昭和54年）11月に伊勢原店を増築して増床し、1980年（昭和55年）2月には五反田店を都市型大型店として新装開業したほか、同年4月には厚木店で鮮魚など生鮮食料品売場の強化を図ったのを皮切りに各店で生鮮食料品売り場の強化を図り、当社の初期の大型店である調布店や鎌倉店なども大型店の大規模な改装を進めて黒字転換を目指すなど店舗網の強化を図った。
そうした大型店強化の一環として、東急グループが開発を進めていた多摩田園都市全域を商圏として、延べ床面積約19,270m2に9,492m2の売り場を配した大型店であるさぎ沼店（現：フレルさぎ沼店）を1978年（昭和53年）9月に開設した。さぎ沼店は食品や衣料品だけでなく、家具やインテリアなどの住関連商品まで幅広く取り扱うと共に専門店街も充実させ、1980年（昭和55年）度に当社で初めて年間売上高が100億円を突破する当社の主力店の一つとなった。
さらに、1984年（昭和59年）9月には国鉄（現在のJR） 大森駅ビルプリモの開設に伴って大森店を同ビル内に移転して71店舗のテナントを併設した大型店とし、翌年1985年（昭和60年）10月に取手駅西口駅前再開発事業によって建設された地下1階・地上8階建てのビルほぼ全館を借り入れて取手店を開設したほか、同年度には中央林間店を開設するなど大型店の出店を進めた。
こうした大型店は順調に売り上げを伸ばし、当社はさぎ沼店と五反田店、中央林間店、取手店と年商100億円を超える店舗を4店舗持つようになった。
また、この間の1982年（昭和57年）12月15日に東京証券取引所第二部に上場し、1987年（昭和62年）8月1日に東京証券取引所第一部へ昇格しており、東急グループとしては10番目の一部上場企業となった。

### 食品特化の小型店の展開
大型店の強化の一方で、食品を中心にして日用雑貨や肌着などの日用衣料品を扱う食品スーパー業態の店舗として、1988年（昭和63年）4月に成田線布佐駅前に布佐店、同年11月に阿佐ケ谷駅前に阿佐谷店と根岸駅前に根岸店を開業したほか、既存店13店舗の全面改装を実施するなど小型店の強化も並行して進められた。これら小規模店舗の改装においては、住関連商品や日用品の取扱の縮小と生鮮食料品の強化を図り、食品スーパーへの業態特化が図られた。
こうした小型店戦略の一環として、半径500mを商圏とした売場面積250から500m2の小型スーパーでドミナント戦略を強化することになり、1987年（昭和62年）8月にマインズ第1号店桂台店（売場面積445m2）を開店したのを皮切りに多店化を進め、1988年（昭和63年）5月には株式会社マインズとして独立させた。マインズ店舗では、生鮮食品を新設した加工センターで一括加工で店内での処理廃止して床面積の約80%を売り場とすることや、パートタイマーの比率を高めることで正社員を減らすなどで経費を抑制すると共に、午前10時から午後9時までという当時としては長時間の営業をすることで採算確保を目指した。

### 東急グループの開発に乗った出店
東急グループが中心となって開発が進められていた千葉県のあすみが丘ニュータウンの一角にある土気駅前に開設された「バーズモール」内に1989年（平成元年）4月に土気店を開設したほか、同年6月には東急沿線に新丸子店と溝の口店（2代目）を開設した。
東急グループの住宅開発に合わせて筑紫野市美しが丘南に1993年（平成5年）5月18日に筑紫野店を開店して九州へ進出したほか、あすみが丘ニュータウン中心部に2000年（平成12年）10月6日に開業したショッビングセンター「プランニューモール」の核店舗として土気あすみが丘店を開店するなど東急グループ開発を生かした出店戦略を展開した。

### 東急沿線への回帰とグループの再編
だがその後は東急沿線から遠く離れた地区での店舗網の縮小を進め、2003年（平成17年）1月31日に北見東急ストアを解散して5店全店舗を閉鎖した。2007年（平成19年）3月には近隣に大型商業施設が相次いで開業した影響で赤字が続いたため筑紫野店を閉店して九州から撤退した。2009年（平成21年） 10月30日には札幌東急ストアが株式会社アークスの子会社となって東急グループから離脱する。
首都圏以外の遠隔地に限らず、2010年（平成22年）2月期に青山店など5店舗、翌年2011年（平成23年）2月期に取手店など首都圏でも沿線以外の不採算店舗の整理統合を進める一方で、東急沿線の駅前立地に小型店を出店するなど親会社の沿線等への店舗網の集約を進めている。不採算店の閉鎖は、2013年（平成25年）8月に馬込店、さらに2014年（平成26年）だけでも錦糸町オリナス店（1月10日閉店）・金沢シーサイド店（1月20日閉店）・橋本店・武蔵小山店・上尾店・矢口店・プレッセ日本橋店・中野店・白金台店が閉店するなど、東急沿線を含めた首都圏でも進められた。
また、1999年（平成11年）12月に八王子駅南口再開発ビルへの出店に関する覚書を締結し、建設中のサザンスカイタワー八王子の核店舗テナントとして出店を予定していたが、2008年（平成20年）4月に東急側の都合により白紙撤回（理由は不明）。結局出店は見送りとなり、同ビルには地元企業のスーパーアルプスが出店した。八王子駅南口市街地地区再開発組合は東急ストアに対し「損害賠償を請求する」としていた。が、その後の展開は不明。なお、八王子駅近辺の東急グループの商業施設としては八王子東急スクエアがある（東急ストアは出店していない）。
消費者の食の安全への関心の高まりを受け、2006年（平成18年）11月より「手紙のついた野菜と果物」という青果ブランドを立ち上げ、野菜や果物等を販売している。商品パッケージに付記されたQRコード、URLを携帯電話やパソコンから検索すると、生産者や産地等の情報が閲覧可能。内容はトレーサビリティーはもちろんの、生産者の情緒や産地の栽培環境や取組み、農産物の食べ方等が「手紙」という形式で表現されている。
2008年（平成20年）に上場廃止し、同年7月1日付で簡易株式交換により東京急行電鉄の完全子会社となっている。
2011年（平成23年）5月20日に総合スーパー（GMS）業態であった鷺沼駅前の「さぎ沼とうきゅう」をリニューアル、テナント店舗を大幅に導入してショッピングセンター「フレルさぎ沼」とするなど、大型店についてはショッピングセンターへの業態転換も模索している。同年5月27日には自由が丘に新業態「フレル」2号店「フレル・ウィズ自由が丘」が開店した。どちらもキーテナントとして東急ストアが出店する形態になっている。
2022年（令和4年）3月1日には東急電鉄各線の駅構内売店などを運営していた東急ステーションリテールサービスを吸収合併し、同社が運営していた業態（MY SWEETSのみ東急モールズデベロップメントが継承）を東急ストアが引き継いだ。
2023年　LINEと東急ポイントカードを連携したサービスを開始。

## 年表
- 1956年（昭和31年）
  - 10月10日 - 東横百貨店（現・東急百貨店）の全額出資により、東横興業株式会社として設立[広報 3]。
  - 11月22日 - 1号店として、武蔵小杉店開店[広報 3]。
- 1957年（昭和32年）
  - 4月1日 - 白木興業株式会社を合併[広報 3]、大森店・五反田店・高円寺店の営業を引き継ぎ[広報 3]、これによりチェーンストア指向の方針を固める。
  - 9月20日 - 株式会社東光ストアに商号変更[広報 3]。
- 1958年（昭和33年）10月 - 高円寺店で2階にセルフサービス方式を導入。以降スーパーマーケットの本格的チェーン展開を開始。
- 1966年（昭和41年）3月 - 東京急行電鉄の関連会社となる。
- 1969年（昭和44年）
  - 4月 - 東海東光ストアを設立[広報 3]。
  - 8月 - 東海東光ストア第1号店・宮津店を開設[広報 3]。
- 1970年（昭和45年）6月 - 東光ストアグループのシンボルマーク（現・ファミリーマーク）制定。
- 1971年（昭和46年）8月20日 - 東光食糧販売株式会社（現・東光食糧）を設立[広報 3]。
- 1972年（昭和47年）
  - 7月15日[1] - 定山渓鉄道（株）（現・じょうてつ）などと共に（株）定鉄商事（現・東光ストア）を設立[6]。
  - 10月27日 - 定鉄商事第1号店・札幌東光ストア木の花店を開設[広報 3]。
- 1973年（昭和48年）12月25日 - 東光デイリー食品株式会社（現・東光食品）を設立[広報 3]。
- 1974年（昭和49年）
  - 1月1日 - 北海道東急ストアを設立[広報 3]。
  - 1月30日 - 東光デイリー食品水戸内原工場を完成[広報 3]。
  - 10月13日 - 北海道東急ストア1号店として宮の森店を開設[広報 3]。
- 1975年（昭和50年）
  - 3月1日 - 株式会社東急ストアに商号変更[広報 3]。札幌東光ストアも札幌東急ストアへ店名変更[8]。
  - 7月14日 - トップシューズを設立[広報 3]。
- 1976年（昭和51年）
  - 6月 - 日魯漁業からジョイマート6店舗を買収[広報 3]。
  - 11月25日 - 株式会社東光ドラッグを設立[広報 3][1]。
- 1978年（昭和53年）9月21日 - 東急ストアとして初の総合スーパー「鷺沼とうきゅう」開店[広報 3]。
- 1979年（昭和54年）2月 - 東光青果株式会社、東光水産株式会社を吸収合併。
- 1982年（昭和57年）
  - 3月 - 株式額面変更のため株式会社東急ストア（1947年（昭和22年）12月設立の旧・テー・エム工業株式会社）に吸収合併[1]。
  - 12月15日 - 東京証券取引所（東証）2部上場[広報 1]。
- 1983年（昭和58年）11月1日 - 東光サービス株式会社を設立[広報 3]。
- 1987年（昭和62年）8月1日 - 東証1部指定替え[広報 3]。
- 1988年（昭和63年）
  - 1月22日 - 株式会社東急フローラ（現・東光グリーン・フーズ）を設立[広報 3]。
  - 5月 - 株式会社マインズを設立[広報 3]。
- 1997年（平成9年）
  - 4月 - 宮の森店と北広島店の営業を東急ストアから定鉄商事（札幌東急ストア）へ譲受[24]。
  - 11月13日 - 新業態店「プレッセ」の1号店・美しが丘店開店[25]。
- 1998年（平成10年）
  - 4月 - 東急グループの北見バスの経営再建策の一環として北見バス興産を整理し、同社の「北見東急ストア」9店舗のうち5店舗の営業を譲受し[26]、札幌東急ストア（現・東光ストア）とじょうてつ共同出資で（株）北見東急ストアを設立[27]。
  - 4月1日 - （株）定鉄商事が（株）札幌東急ストアに社名変更[28]。
- 2003年（平成15年）1月31日 - 北見東急ストアを解散し、5店全店舗を閉鎖[14]。
- 2004年（平成16年）
  - 9月1日 - 神奈川県川崎市川崎区東扇島に常温加工食品用の自社物流センター「一般食品ディストリビューションセンター棟」を開設[29]。
  - 10月14日 - 札幌東急ストア（現・東光ストア）と商品調達（仕入れ）や物流、人事、システムで業務提携すると発表[30]。
- 2005年（平成17年）
  - 3月1日 - 札幌東急ストア（現・東光ストア）との連携を強化するためSTSプロジェクトを設置[31]。
  - 6月10日 - 札幌東急ストア社長に当社出身の加固正好が就任[32]。
  - 11月 - じょうてつが保有する全株式の譲渡を受け、東京急行電鉄が札幌東急ストア（現・東光ストア）の持株比率を61%として子会社化[33]。
- 2006年（平成18年）
  - 2月 - 札幌東急ストア（現・東光ストア）の株式の50.2%を取得して連結子会社化[34]。
  - 4月1日 - 東急ポイントカード「TOP&現金専用カード」の取り扱い開始。[要出典]
  - 8月 - サービス介助士を全店に配置。[要出典]
- 2007年（平成19年）2月 - 東急百貨店運営の総合スーパー「東急バラエティストア」の営業権を取得。「市が尾東急ストア」として営業を開始。
- 2008年（平成20年）
  - 4月10日 - 新業態「東急ストアフードステーション」の1号店・西小山店開店[35]。
  - 6月25日 - 上場廃止。
  - 7月1日 - 簡易株式交換により東京急行電鉄の完全子会社となる[36][広報 1]。
- 2009年（平成21年）
  - 10月30日 - 札幌東急ストアが株式会社アークスの子会社となり、グループから離脱[16]。
- 2011年（平成23年）
  - 3月1日 - 東光ドラッグを合併。[要出典]
  - 5月20日 - 新業態「フレル」の1号店[23]・さぎ沼店開店[22]。
  - 5月27日 - 新業態「フレル」の2号店・ウィズ自由が丘店開店。[要出典]
- 2020年（令和2年）
  - 9月1日 - 楽天ポイントサービスを全店舗に導入[37][38]。
- 2022年（令和4年）
  - 3月1日 - 東急ステーションリテールサービスを合併[広報 7]。

## 店舗業態

### 食品スーパー

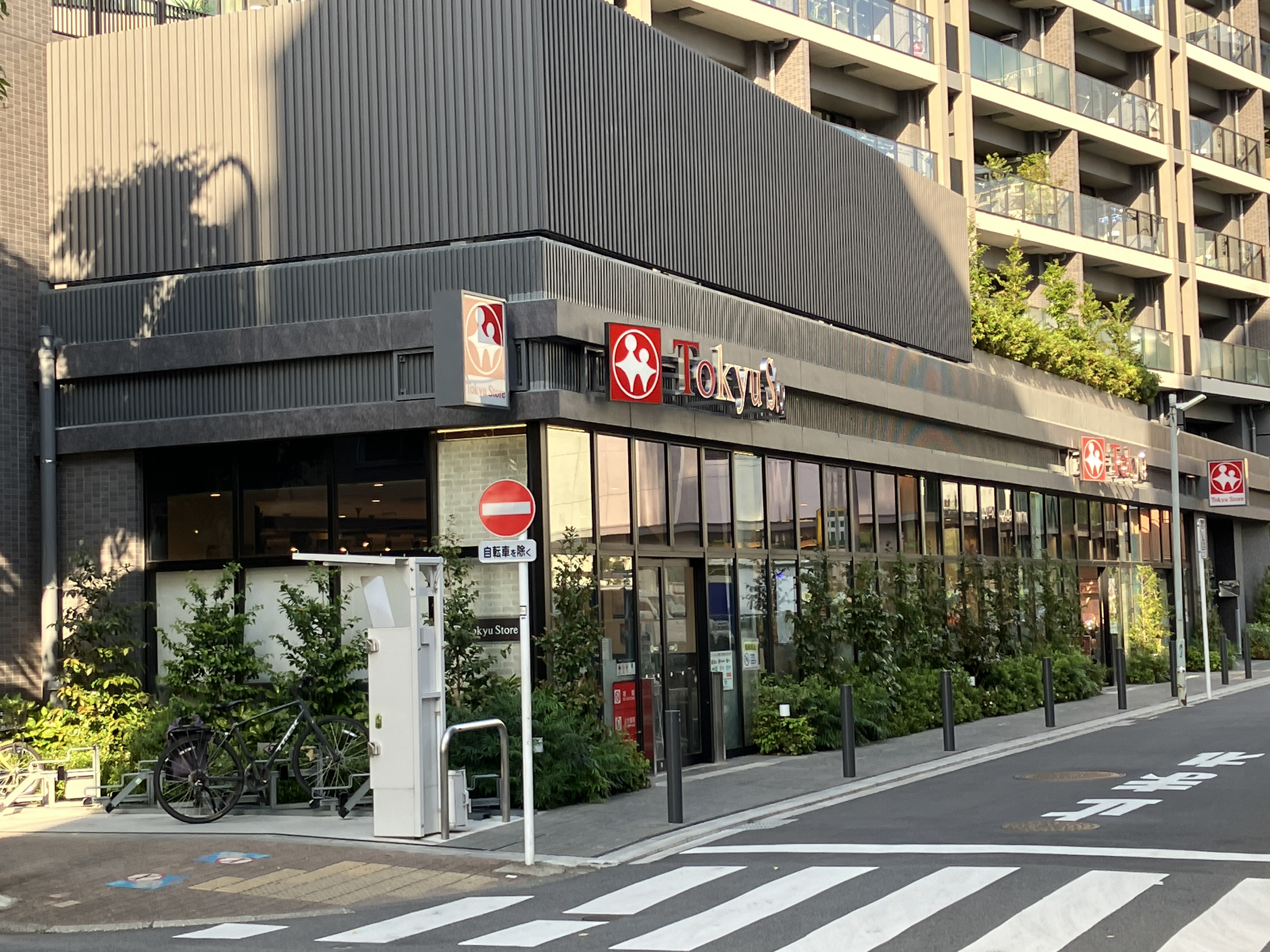
東急ストア三鷹店

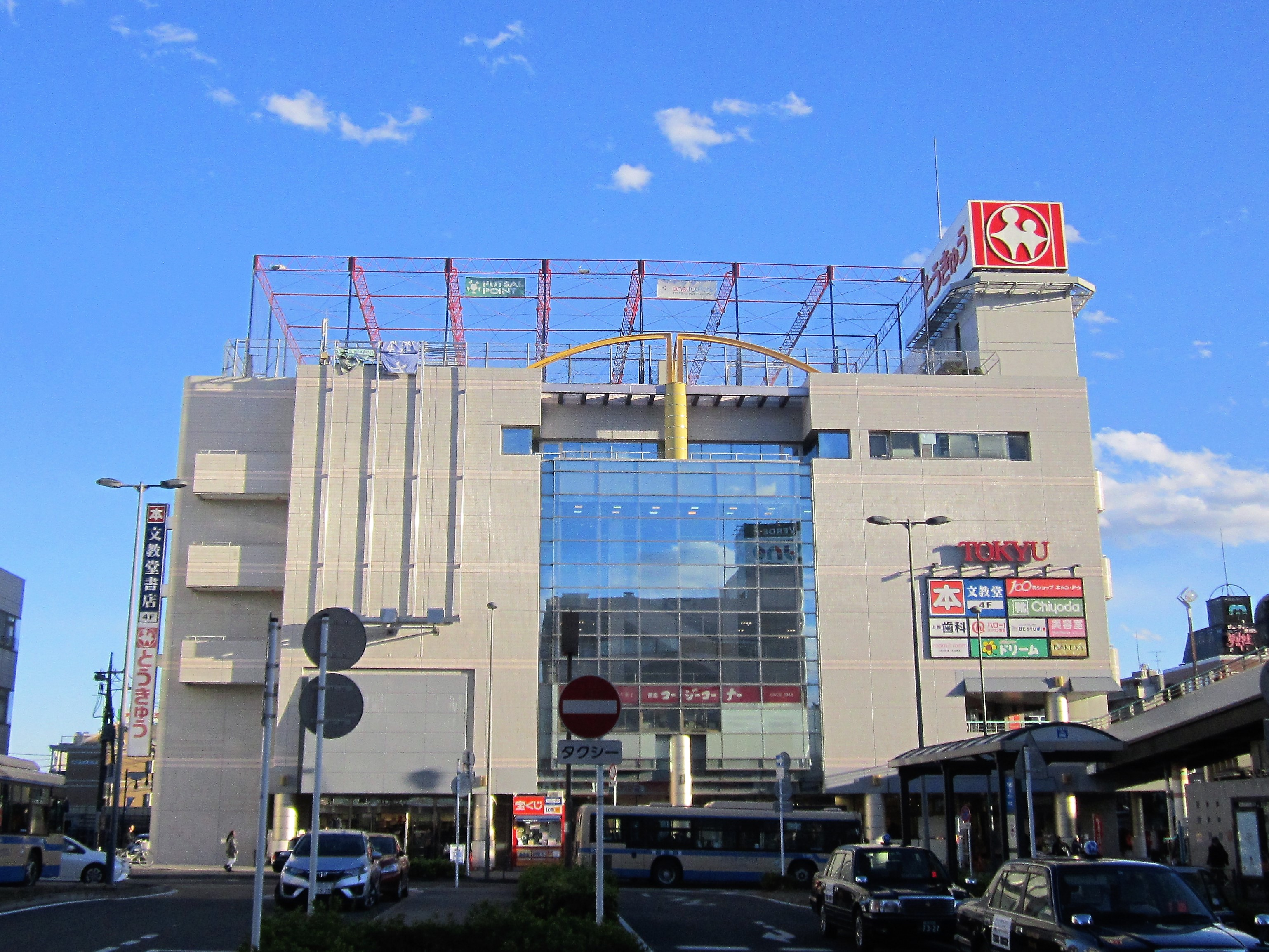
中山とうきゅう

以下の4種の業態を展開している。出店エリアは首都圏の1都3県（東京都・神奈川県・千葉県・埼玉県）と静岡県（東急グループの1つである伊豆急行沿線地域のみ）。各業態とも東急グループ各線を中心としたレールサイド戦略による展開（グループ内の東急百貨店同様）が中心となっており、公式サイトの店舗検索にも「地域別検索」「五十音検索」のほか、「沿線別検索」がある。なお、千葉県と埼玉県はにはかつて複数店舗存在したが、現在は1店舗づつである。
各店舗の詳細については公式サイト「店舗のご案内」を参照。

#### 東急ストア
- 東急ストアの主力業態。食品スーパーマーケット。

食料品や日用雑貨がメインだが、衣料品を取り扱っている店舗も存在する。逆に日用雑貨を取り扱っていない店舗もある。
主に東急沿線の駅ナカ店舗や、東急グループをはじめとする商業施設のキーテナントとして出店する店舗も多い。
消費者の嗜好変化に対応し、後述の高級スーパー「プレッセ」から業態転換した店舗もある。

#### とうきゅう
- ゼネラルマーチャンダイズストア（GMS）。東急ストアの総合スーパー業態の大型店舗。

1号店は調布とうきゅう。

#### プレッセ (Precce)
- 「食の専門館」を標榜する高級志向の食品スーパー[25]。

シェフが店内で調理する総菜売り場など、高品質な商品とサービスを提供する。
店舗名「Precce」の由来は、フランス語の「preceder」（先行する）からの造語で「先駆ける店」の意。
4店舗のみ。

#### フレル (fullel)
東急グループリテール戦略の一環で、2011年より展開開始した店舗ブランド。
東京急行電鉄との連携で、既存GMS業態「とうきゅう」からの業態転換により、東急ストアを核店舗とするショッピングセンターとしたもので2店舗のみ。
フレルさぎ沼と、ウィズ自由が丘がある。

#### 東急ストアフードステーション
2008年から展開する新業態。
単身世帯やDINKSの多い地域特性に合わせ、惣菜などの中食需要に対応したスーパーマーケット。
中延店からは公共料金収納代行などのコンビニエンスストアと同様のサービスも行っており、コンビニエンスストア等との競合を意識した店舗。
2022年4月現在、11店舗のみ。

### 駅売店・コンビニエンスストア
2022年3月に東急ステーションリテールサービスから運営を継承し、社内に設置されたステーションリテール事業室が運営する。

#### トークス（toks）
東急線各駅に設置されている売店。東急電鉄の主要駅などに展開。

#### ローソン・トークス（LAWSON+toks）
ローソンと東急電鉄の業務提携によって、ローソンのフランチャイジーとして営業。一部は「ナチュラルローソン+toks」として営業。

### 薬局・ドラッグストア
東光ドラッグ
自社直営の調剤薬局。2011年2月までは子会社が運営していた。東林間店（東急ストア内）のみ現存。
マツモトキヨシ
旧東急ステーションリテールサービスがフランチャイジーとして運営していたものを継承。主に東急線の駅構内で営業し、全店が調剤薬局機能を持たない物販専門店。

### 無人販売店舗
東急ストア無人決済店舗
無人決済システムを活用した東急ストアの小型無人店舗で、主に東急グループの従業員休憩室やオフィスビル内に、2022年2月から出店開始。
2023年8月現在、2店舗を展開。商品供給は近隣の東急ストア店舗が行うため、供給元の店舗が休業の場合は、無人店舗も休業となる。
Little
自動販売機集積型の無人店舗で、東急沿線の駅構内空き店舗に、2023年1月から出店開始。
2023年8月現在、3店舗を展開。

### 過去に存在した業態
マインズ
半径500mを商圏とした売場面積250から500m2の小型スーパー。ドミナント戦略を強化するために展開された。
生鮮食品を新設した加工センターで一括加工で店内での処理廃止して床面積の約80%を売り場とすることや短時間労働者（パート）の比率を高めることで正社員を減らすなどで経費を抑制すると共に、午前10時から午後9時までという当時としては長時間の営業をすることで採算確保を目指す業態であった。
1987年（昭和62年）8月に第1号店桂台店（売場面積445m2）を開店したのを皮切りに多店化を進め、1988年（昭和63年）5月には株式会社マインズとして独立した。
- 桂台店（1987年（昭和62年）8月開店[広報 3] - 閉店）
田園都市線青葉台駅西北1.5kmに位置する桂台に開設された第1号店[広報 3]。1988年（昭和63年）6月に当社から株式会社マインズへ営業譲渡[広報 3]。
- 矢口店（1987年（昭和62年）10月開店[広報 3] - 閉店）
1988年（昭和63年）6月に当社から株式会社マインズへ営業譲渡[広報 3]。
- 田奈店（横浜市緑区田奈15-7[40]）
1988年（昭和63年）2月に全面改装してマインズへ業態転換[広報 3]。1988年（昭和63年）6月に当社から株式会社マインズへ営業譲渡[広報 3]。
- 二俣川店（旭区中沢2丁目1番8号[広報 3]）
1988年（昭和63年）2月に全面改装してマインズへ業態転換[広報 3]。1988年（昭和63年）6月に当社から株式会社マインズへ営業譲渡[広報 3]。
- 柿の木台店（1988年（昭和63年）5月開店[広報 3] - 閉店）
株式会社マインズが開設[広報 3]。
- 荏田南店（1988年（昭和63年）5月開店[広報 3] - 閉店）
株式会社マインズが開設[広報 3]。

## 過去に存在した店舗

### 北海道

#### 北海道東急ストア
直営で店舗を運営していた時期もあったが、すべて当時子会社の札幌東急ストアに譲渡。
2009年（平成21年）10月30日付けで札幌東急ストアの全株式をアークスが取得して東急グループを離脱し、同年11月5日に商号を「東光ストア」へ変更した。
- 宮の森店（現・東光ストア宮の森店、札幌市中央区北5条西29丁目[広報 3]、1974年（昭和49年）10月13日開店[広報 3] - 閉店）
北海道東急ストア1号店として開店した[広報 3]。1984年（昭和59年）6月に北海道東急ストアから譲り受けて開店[広報 3]。定鉄商事に譲渡され、1997年（平成9年）4月17日に札幌東急ストア宮の森店として新装開店した[24]。売場面積841m2[24]。
売場面積は約976m2[41] → 841m2[広報 14]。
- 北広島店（現・東光ストア北広島店、札幌郡広島町、1978年（昭和53年）10月9日開店[広報 3]）
1984年（昭和59年）6月に北海道東急ストアから譲り受けて開店[広報 3]。定鉄商事に譲渡され、1997年（平成9年）4月25日に札幌東急ストア北広島店として新装開店した[24]。売場面積4,026m2[24]。
売場面積は約4,461m2[41] → 4,026m2[広報 14]。
- 真駒内店（現・東光ストア自衛隊駅前店、札幌市南区澄川3-6[42]、1976年（昭和51年）1月14日開店[広報 3]）
売場面積は2,833m2[広報 14]。
なお「東光ストア真駒内店」はこれとは別の店舗である（地元百貨店「丸井今井」グループの丸井店舗開発から譲受した店舗で2001年（平成13年）4月17日に開業[43]）。

#### 北見東急ストア
東急グループの北見バスの関連会社の北見バス興産が運営していたが、北見バスの経営再建策の一環として同社が整理された。
その際に、9店舗のうち5店舗の営業は、札幌東急ストア（現・東光ストア）とじょうてつ共同出資で設立された（株）北見東急ストアが継承した。
しかし、業績低迷のため、2003年（平成15年）1月31日に北見東急ストアを解散し、5店全店舗が閉鎖となった。
- 清見店（?開店 - 2003年（平成15年）1月31日閉店[14]）
店舗跡は2003年（平成15年）3月7日に「グリーンキャロット」が開店したが[44]、グリーンキャロットの破産により2006年（平成18年）10月2日に閉店した[45]。
- きたみ東急店（?開店 - 2003年（平成15年）1月31日閉店[14]）
- 高栄店（北見市高栄西町[46]、?開店 - 2003年（平成17年）1月31日閉店[14]）
店舗跡は「グリーンキャロット高栄店」が開店したが2003年（平成17年）11月30日に閉店した[47]。
- ピアソン通り店（?開店 - 2003年（平成15年）1月31日閉店[14]）
- わかば店（?開店 - 2003年（平成15年）1月31日閉店[14]）
店舗跡は2003年（平成15年）5月10日に「グリーンキャロットわかば店」が開店したが[48]、グリーンキャロットの破産により2006年（平成18年）10月2日に閉店した[45]。

#### 東京都

##### 渋谷区
- （初代）渋谷店（1957年（昭和32年）12月開店[広報 3] - 1962年（昭和37年）8月東横百貨店に返還[広報 3]）
ハチ公の銅像の真下辺りの渋谷地下街への出店で、売場面積は2,340m2で地下街全体の60%の面積であった[広報 3]。
百貨店が増床許可を得た際には百貨店に返還するという条件で契約が締結されていた[広報 3]ため、東急百貨店東横店食品売場の一部となった[広報 3]。

- （2代目）渋谷店（渋谷区渋谷2丁目21番12号[49]、1961年（昭和36年）2月開店[49]）
売場面積570m2[49]。
東急文化会館の地下1階に出店していた[49]。

- 文化特選街（渋谷区渋谷2丁目21番12号[広報 3]、1961年（昭和36年）12月17日開店[広報 3] - 閉店）
店舗面積902㎡[50]
東急文化会館の商業施設の核として、地上階に銀座にある衣料品や雑貨の有名専門店を招致した専門店街形式の店舗「文化特選街」を出店していた[広報 3]。
元々は百貨店の出店が予定されていたが、映画館が大きな面積を占めて本格的な売場づくりが難しくなったため、百貨店法による規制を避けることも兼ねて当社が営業にあたった[広報 3]。
東急文化会館は解体されて地下4階・地上34階建ての渋谷ヒカリエが建設され、地下3階から地上5階に東急百貨店が運営するシンクス（ShinQs）が開設されることになった[51]。

- 文化店（渋谷区渋谷2丁目21番12号[52]、1961年（昭和36年）12月17日開店[広報 3] - 閉店）
店舗面積588㎡[50] → 1,921m2[52]。
東急文化会館の商業施設の核として、地下に輸入食品や高級洋酒などを扱う文化スーパ—ストア、地上階に銀座にある衣料品や雑貨の有名専門店を招致した専門店街形式の店舗「文化特選街」を出店していた[広報 3]。

##### 港区
- 青山店（港区北青山3-3-7-B101[52][53]、1963年（昭和38年）4月27日開店[53] - 2010年（平成22年）2月期に閉店[17]）
売場面積1,249m2[53] → 833m2[52]。

- 白金台店（2004年（平成16年）9月30日開店[54] - 2014年（平成26年）8月25日閉店）
白金台駅から約100mの場所にあるJR目黒駅東口約700mの地上8階建てのビルの1階に出店していた[54]。
売場面積は約740m2[54]。
店舗跡はドン・キホーテが、2015年（平成27年）5月29日にプラチナドン・キホーテ白金台店が売場面積約945m2で開業した[55]。

##### 中央区
- プレッセ日本橋店（コレド日本橋地下1階、2004年（平成16年）3月30日開店[56] - 2014年（平成26年）3月30日閉店[要出典]）
売場面積622m2[広報 14]。

##### 文京区
- 駕籠町店（文京区西丸町19[57][58]、1957年（昭和32年）9月開店[59] - 1964年（昭和39年）6月28日閉店[60]）
売場面積304m2[58]。
道路拡幅のために閉店となった[60]。

##### 目黒区
- 鷹番町店（目黒区鷹番2-16-18[61]、1958年（昭和33年）12月13日開店[広報 3][61] - 1970年（昭和45年）10月31日閉店[広報 3]）
東横線学芸大学駅東口の商店街の駅から100mほど入ったところに建設された日本住宅公団の鉄筋4階建てアパートの1階に、売場面積約462m2で出店し、当社としては初めて開業時からセルフサービス方式を導入した店舗だった[広報 3]。ただし全面的なセルフサービス方式導入は実現せず、一部で対面販売の売り場があった[広報 3]。高円寺店や三軒茶屋店と共に当社の果物販売直営化1号店となった[広報 3]。
学芸大学駅の東横線高架下に学芸大学店の開設が決定したのを機に閉店した[広報 3]。

- (初代)祐天寺店（目黒区祐天寺2-13-6[52]、1970年（昭和45年）11月20日開店[62] - ?閉店）
売場面積1,181m2[52]。
2代目祐天寺店（祐天寺東急ストア）が2015年（平成27年）10月21日に売場面積約1,031m2で開業した[63]。
- 武蔵小山パルム店
元阪急共栄ストア。老朽化により、2021年5月16日閉店後、解体新築後は2023年春に成城石井・デコホーム・くら寿司。[要出典]

##### 世田谷区
- (初代)三軒茶屋店（世田谷区太子堂2-16-5[64]、1964年（昭和39年）7月1日開店[65] - 1980年（昭和55年）1月閉店[広報 3]）
店舗面積701㎡[65]
1964年（昭和39年）7月に改装。高円寺店や鷹番町店と共に当社の果物販売直営化1号店となった[広報 3]。
1996年（平成8年）11月20日に三軒茶屋・太子堂4丁目地区市街地再開発ビルキャロットタワーの核店舗として(2代目)「三軒茶屋とうきゅう」が開店[66]。

- 二子玉川店（世田谷区玉川2-22-13[64][49]。、1970年（昭和45年）11月開店[49]。 - 2000年代後半に閉店）
売場面積1,648m2[64]。
東急玉川線二子玉川園駅（1969年（昭和44年）5月11日廃止）の跡地に出店。二子玉川駅前にはのちに高級スーパー「プレッセ」も出店した。ともに二子玉川駅前再開発事業に伴い閉店、店舗は撤去された。[要出典]
二子玉川ライズ開業に伴い「東急ストア二子玉川ライズ店」として再出店。[要出典]
駅ナカ小型店舗「東急ストア フードステーションミニ 二子玉川駅構内店」も二子玉川駅構内に出店している。[要出典]
- 芦花公園店（世田谷区、1965年（昭和40年）7月開店[広報 3] - 1969年（昭和44年）1月31日閉店[広報 3]）

##### 品川区
- 武蔵小山店（品川区小山3-22-3[67]、1980年（昭和55年）8月開店[67] - 2014年（平成26年）2月3日閉店[要出典]）
売場面積927m2[67]。
跡地はオオゼキ（2015年3月開店）[要出典]
2003年（平成15年）6月12日開業のパルム武蔵小山店[68]と2010年（平成22年）9月17日開業の武蔵小山駅ビル店[69]は存続。

- 荏原店（品川区中延4-1420[58]、1960年（昭和35年）4月6日開店[70] - 1970年（昭和45年）9月閉店[広報 3]）
店舗面積532㎡[70]

##### 大田区
- 久が原店（大田区久が原2-15-6[52]、?開店 - 1980年（昭和55年）12月31日閉店[広報 3]）
売場面積896m2[広報 14]。

- (初代)大森店（大田区大森北1-5-1-101[64]、1929年（昭和4年）2月開店[71] - 1984年（昭和59年）8月31日閉店[広報 3]）
店舗面積1,828㎡[72]
元白木屋大森分店として開店した店舗で、1956年（昭和31年）6月施行の第2次百貨店法による規制を避けるため白木興業として分離独立した後、1957年（昭和32年）4月1日に合併により当社の店舗となった[広報 3]。
1984年（昭和59年）9月14日に[73]大森駅ビルプリモ（後のアトレ）へ2代目大森店が開設されたため閉店した[広報 3]。
店舗跡は東京海上日動火災保険の事務所になった。[要出典]

- 馬込店（大田区南馬込5-27-14[52]、1976年（昭和51年）6月開店[1] - 2013年（平成25年）8月31日閉店[要出典]）
売場面積628m2[52]。

- 矢口店（大田区矢口3-28-7[広報 15] 東急ドエルアルス多摩川1階、?開店 - 2014年（平成26年）3月27日閉店[要出典]）
売場面積537m2[広報 14]。

- 雑色店（大田区仲六郷3丁目8-9[74]、1993年（平成5年）10月開店[74] - 2003年（平成15年）閉店）
「雑色石田ビル」に出店していた[74]。
売場面積は2,880m2[74]。
閉店後は「雑色石田ビル」にはオーケー仲六郷店が出店した[75]。

##### 中野区
- 松が丘店（中野区松が丘2-11-8[49]、1976年（昭和51年）6月開店[49]。 - ?閉店）
売場面積687m2[49]。

- 中野店（中野区中野4丁目3番地1号[76]、1994年（平成6年）11月開店[75] - 2014年（平成26年）6月16日閉店[要出典]）
敷地面積8,158.74m2[76][77]、鉄骨鉄筋コンクリート造一部鉄骨造地下4階地上26階建て塔屋1階[76]、延べ床面積64,059.116m2[76]（店舗11,185.64m2[76]）、
中野四丁目東地区第一種市街地再開発事業で建設されたなかのサンクオーレの核店舗として店舗部分の約9割を使って出店していた[77]。
店舗跡には食品館イトーヨーカドー中野店が[78]、2014年（平成26年）10月3日に開業した[79]。2020年6月1日にヨークに譲渡され、「ヨークフーズ中野店」に屋号変更。[要出典]

##### 杉並区
- 荻窪店（杉並区天沼3-2-7[80]、1959年（昭和34年）11月28日開店[72][81] - ?閉店）
店舗面積1,445㎡[72]
中央線沿線への多店舗展開の中核として位置づけられていた各階660m2の4階建ての店舗で、当社としては初めて全品セルフサービス方式を導入した店舗だった[広報 3]。3階の一部と4階全体を日本生命に賃貸して開業したが、1966年（昭和41年）11月に当社としては初めてのエス力レーターを荻窪店に設置して全館を売場とする形などの改装を行って増床した[広報 3]。

- 高井戸店（杉並区高井戸西2丁目3-45、1977年（昭和52年）11月開店[1] - 2000年（平成12年）3月閉店）
売場面積は1,640m2[1]。
跡地はオオゼキ（2000年（平成12年）5月開店）[要出典]

- (初代)阿佐谷店（杉並区阿佐谷1-836[58]、1961年（昭和36年）10月20日開店[58][82] - 1970年（昭和45年）8月閉店[広報 3]）
売場面積628m2[58]。
1966年（昭和41年）12月に当社で初めて果物を自社で販売した生鮮食料品直営化の第1号店であった[広報 3]。

- (2代目)阿佐谷店（杉並区阿佐谷北2丁目13-2[広報 15]、1988年（昭和63年）11月開店[広報 3]- 2010年（平成22年）5月10日閉店[要出典]）
中央線阿佐ケ谷駅前に出店していた[広報 3]。
売場面積は994m2[広報 14]。
店舗跡にはイトーヨーカ堂が都市型食品スーパーマーケットの1号店として「食品館イトーヨーカドー阿佐谷店」を2010年（平成22年）10月1日に開業した。2020年6月1日にヨークに譲渡され、「ヨークフーズ中野店」に屋号変更。[要出典]

##### 板橋区
- 大谷口店（板橋区大谷口北町49[52]、?開店 - 1979年（昭和54年）12月閉店[広報 3]）
売場面積740m2[広報 14]。

##### 練馬区
- 練馬中村橋店（練馬区中村北2-3-3[83]、?開店 - ?閉店）
店舗跡にはライフ練馬中村北店が[84]2012年（平成24年）6月20日に開店した[85]。

##### 墨田区
- 錦糸町店（墨田区太平4丁目1-5[86] オリナスコア内、2006年（平成18年）4月19日開店[87] - 2014年（平成26年）1月10日閉店[18]）
店舗跡はカスミが[18]2014年（平成26年）4月1日にフードスクエアカスミ オリナス錦糸町店を出店した[86]。

##### 江戸川区
- 一之江店 （江戸川区一之江6-9-47[広報 15]、1997年（平成9年）4月23日開店[88] - 2011年（平成23年）7月20日閉店）
1階に約470坪の食品売場、2階に衣料品とドラッグストア的な売り場を配置した約970坪の店舗だった[88]。
店舗跡地はマンション「ザ・パークハウス一之江」。[要出典]

##### 足立区
- 梅島店（足立区梅田7-34-12[89]、1976年（昭和51年）1月28日開店[広報 3] - 閉店）
「山田ビル」に出店していた[74]。
売場面積2,092m2[89]。
閉店後は「山田ビル」にはココスナカムラ梅島店が出店した[75]。

- 竹の塚店（足立区竹の塚5-7[80]、1970年（昭和45年）6月開店[広報 3] - ?閉店）
売場面積3,199m2[90]。
建物は地上5階地下3階建ての古庄ビルに出店していた[91]。
店舗跡は改装されて1996年（平成8年）にサンドラッグや肉のオオクボと青果のベスト、鮮魚の魚力で構成された「パワーズ生鮮館」、酒DSサリといった各分野のディスカウントストアを集めたパワーセンター型の商業施設「竹の塚ジョイプラザ」となった[91]。

##### 武蔵野市
- 武蔵境店（武蔵野市境5-25-14[67][92]、1959年（昭和34年）3月27日開店[広報 3][92] - ?閉店）
売場面積698m2[67]。
当社初の本格的なスーパーマーケットとして、日本住宅公団桜堤団地内に開店した鉄骨造り1階建ての店舗だった[広報 3]。
当店で展開された省力化などの近代化策は当社の経営合理化審議会で検討が重ねられて他の店舗へ展開された[広報 3]。

- (初代)三鷹店（武蔵野市中町1-3068[93]、1960年（昭和35年）4月27日開店[93] - 2023年（令和5年）6月9日閉店[広報 16]）
売場面積581m2[93]。
「シティハウス武蔵野」内の（2代目）三鷹店開店に伴って、移転する形で閉店となった[広報 16]。

##### 立川市
- 西立川店（立川市富士見町[94] 1丁目35番13号、2004年（平成16年）8月30日開店[94] - 2009年（平成21年）5月1日閉店）
西立川駅南口の15階建てのマンションの1階に出店していた。売場面積は690m2[94]。

##### 八王子市
- みなみ野店（八王子市みなみ野1-3-1、1997年（平成9年）開店 - 2002年（平成14年）5月閉店[95]）
八王子みなみ野駅西口の駅前暫定施設「トワみなみ野」に出店していた小規模店舗。売場面積は369m2[95]。
「トワみなみ野」の解体後、2011年4月27日にDCMホーマック八王子みなみ野店[広報 17]が開店した[96]。

##### 町田市
- 忠生店（町田市忠生3-1-12[97]、1989年（平成元年）10月31日開店[97] - 2009年（平成21年）7月31日閉店[要出典]）
売場面積は1,490m2[97]。
店舗跡はウエルシア町田忠生店[広報 18]が出店（2012年11月30日閉店[98][出典無効]）。その後、2017年7月20日に生鮮マーケット トーセー町田店[広報 19]が出店[99]（2019年6月5日閉店[100]）、2017年10月12日にビッグダウン町田忠生店（ディスカウントドラッグストア）[広報 20]が出店[101]（2019年5月16日、ツルハドラッグ町田忠生店に業態変更[広報 21]）。

##### 小金井市
- SSC武蔵小金井店（小金井市本町5-11-2[64]、1971年（昭和46年）10月29日開店[102] - 2012年（平成24年）5月20日閉店[要出典]）
売場面積1,919m2[102]。
武蔵小金井駅北口の長崎屋小金井店（現在のMEGAドン・キホーテ武蔵小金井駅前店）の地下1階に出店[広報 3]。売場面積は1,462m2[41]。
店舗跡には、くまざわ書店武蔵小金井北口店が入居[広報 22]。

- 唐木田店（多摩市唐木田1-1-7>『東急ストア第65期事業報告書』 東急ストア、2004年5月。1993年（平成5年）4月18日開店[103] - 2013年（平成25年）2月25日閉店[要出典]）
唐木田駅前のマンション「プラザ唐木田」1階に出店していた。売場面積は1,144m2[103]。
店舗跡の一部には2013年7月10日[広報 23]にファミリーマート唐木田駅前店[104]が開店し、残りの部分には[要出典]2015年（平成27年）7月23日にマルエツ唐木田駅前店（売場面積は748m2）が開店した[105][106]。

##### 青梅市

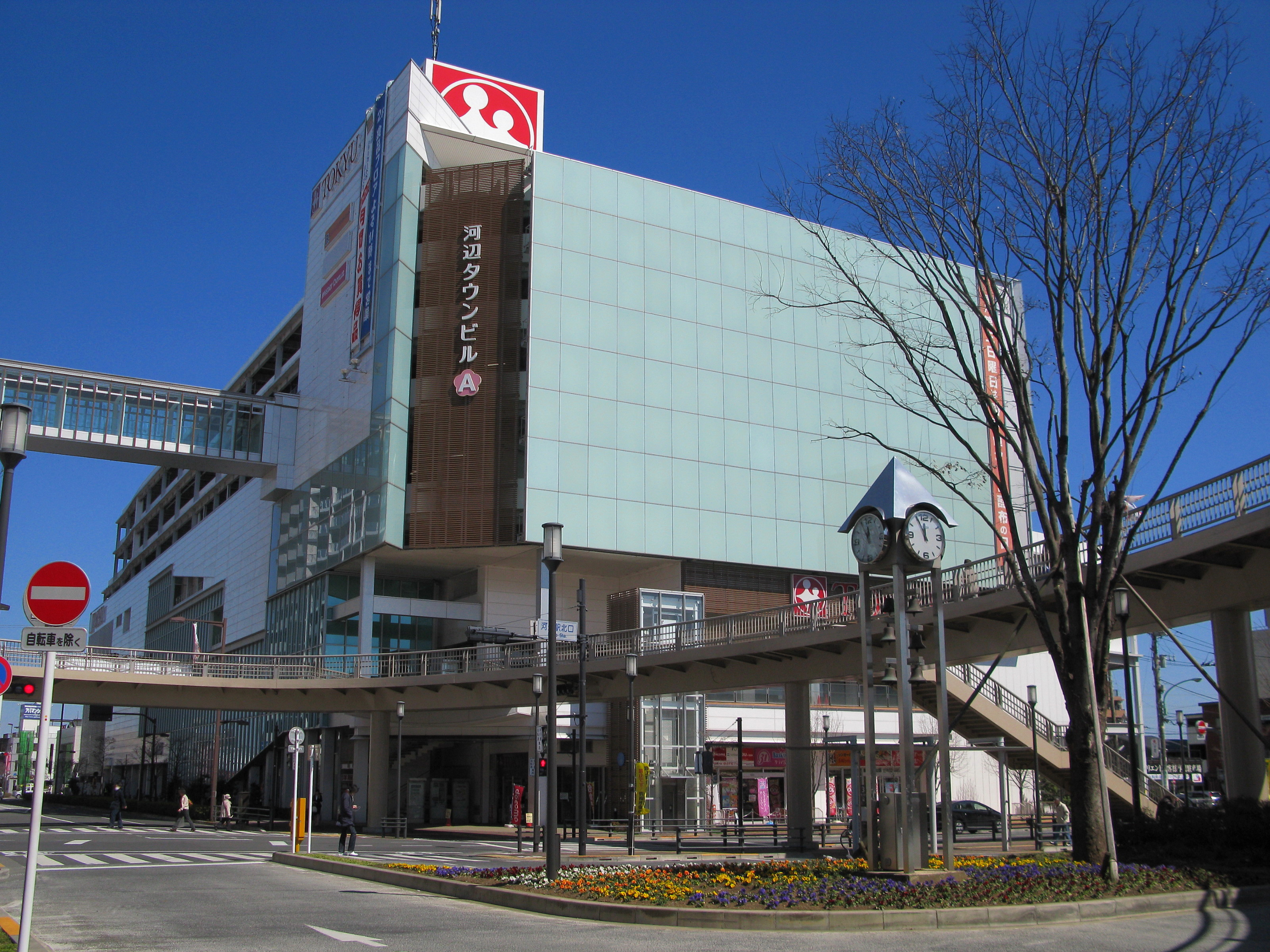
河辺とうきゅう（河辺タウンビルA棟）

- 河辺とうきゅう（青梅市河辺町10-7-1[107]、2007年（平成19年）4月20日開店 - 2019年（平成31年）4月30日閉店[108][109][出典無効]）
河辺駅前の再開発ビル「河辺タウンビル」A棟に出店していた[108]。駅前再開発によりビル完成時に出店。
店舗跡には2019年8月9日にイオンスタイル河辺[107]が出店[108][110]。河辺とうきゅうに出店していたテナントは、1階フードコートのミスタードーナツ河辺とうきゅうショップ[111]が同年1月15日[112][出典無効]、3階のパシオス河辺店が同年5月12日に閉店[113][114][出典無効]。4階のダイソー、1階食品フロアのサンジェルマン、文明堂、伊藤園はイオンスタイル河辺に引き継がれた[110]。河辺とうきゅうの撤退後、地元からの強い要望で3か月での居抜き出店となったことから[108]、店舗設備は河辺とうきゅうの什器・備品の多くを引き継ぎ[108][110]、パート従業員約40名も河辺とうきゅうからイオンスタイル河辺へ転職した[108][110]。

#### 神奈川県

##### 横浜市

###### 鶴見区
- 鶴見店（佃野町23-35[115]（旧・鶴見町字佃屋687[116]）、1970年（昭和45年）12月11日開店[116] - ?閉店）
売場面積2,117m2[116]。
長崎屋サンショッピングセンターへ出店していた[116]。

- 鶴見栄町店（鶴見区栄町通[117] 2丁目、2004年（平成16年）2月26日開店[117] - 2009年4月閉店）
鶴見駅・京急鶴見駅から約1.3kmの工場や住宅が混在する郊外に立地していた[117]。売場面積約980m2の店舗であった[117]。

###### 緑区
- 元石川店（美しが丘3-35-1[52]（旧・元石川町字金井塚2923[118][119]）、1967年（昭和42年）5月19日開店[119] - 1979年（昭和54年）3月閉店[広報 3]）
売場面積268m2[118][119]
開設時から鮮魚や青果の直営での販売が行われた[広報 3]。

###### 港北区
- (初代)綱島店 → 綱島駅前店[120] （綱島西1-1-8[52]（旧・南綱島町713[119]）、1963年（昭和38年）1月29日開店[119] - 2016年（平成28年）1月8日閉店[121]）
売場面積約496m2[119] → 約384m2[52]。
東急東横線綱島駅南口に直結しており[120]、1977年（昭和52年）9月9日に改装して新装開店した[広報 3]。
2004年（平成16年）10月28日に(2代目)綱島店が綱島駅から北約200mの綱島街道沿いの綱島東に開店した[120]。
(2代目)綱島店の開店後は簡便食材や日用品に品揃えを集中すると共に24時間営業することで役割分担を目指した[120]。
閉店後の2016年（平成28年）1月12日に[122]綱島駅構内に東急ストアネットスーパー購入商品受取用冷蔵ロッカーを設置した[121]。

###### 港南区
- 上大岡店（港南区上大岡町266[123]、1969年（昭和44年）10月3日開店[123][124] - 1980年（昭和55年）1月31日閉店[125]）
敷地面積約2,780.9m2[123]、鉄筋コンクリート造地下1階地上7階建て[123]、延べ床面積約16,010.14m2[123]、店舗面積約8,453.7m2[123]（直営店舗面積約2,911.2m2[123]）、駐車台数約40台[123]。

売場面積2,295m2 → 3,199m2。
- 上大岡駅前に建設された商業ビル「上大岡センター」の地下1階から地上2階までに核店舗として出店していた[126]。
店舗跡は1980年（昭和55年）5月1日に「上大岡三越サンプラザ」として新装開店し[125]、三越エレガンスが核店舗として出店した[127]。三越移転後、建物は解体され、跡地に再開発ビル「mioka」が建設された[要出典]。

###### 金沢区
- 金沢八景店（金沢区泥亀1-25-2-A[128]、1968年（昭和43年）10月1日開店[128] - ?閉店）
敷地面積約12,364m2[128]、鉄筋コンクリート造地下1階地上7階建て塔屋2階[128]、延べ床面積約11,674m2[128]、店舗面積約6,123m2[128]（直営約店舗面積1,662m2[128]）、駐車台数約200台[128]。

1968年に公団住宅の1,2階部分に開業した京急サニーマートB棟に出店。 現在は京急ストアとなっている。
- 金沢シーサイド店（金沢区並木1丁目17番地[115]、1982年（昭和57年）6月開店[115] - 2014年（平成26年）1月20日閉店[129]）
1970年代に埋立地に造成されたマンションが多数ある金沢シーサイドタウンのショッピングセンター「金沢センターシーサイド」内に出店していたが、近くに進出したビアレヨコハマなどとの競合や住民の高齢化による需要縮小などで客足が減り、ショッピングセンターに同居するセンターシーサイド名店会も物販系の小売店が減少するなどして環境が悪化したため閉店することになった[129]。
売場面積385m2[115] → 2,879m2[広報 3][41][1]。
- 金沢シーサイド店別館（金沢区、?開店 - ?閉店）[要出典]

###### 磯子区
- 杉田店（磯子区杉田1-17-1[130]、1993年（平成5年）4月開店[131]）
鉄骨鉄筋コンクリート造地下1階地上12階建て塔屋1階[132]、延べ床面積約26,573m2[132]、店舗面積約5,500m2[133]。
杉田駅東口地区第一種市街地再開発事業で建設された「プララ杉田」の核店舗として出店していた[134]。

###### 青葉区
- 青葉台店（緑区青葉台1-9[135]、1966年（昭和41年）8月20日開店[広報 3] - 1967年（昭和42年）1月18日閉店[広報 3]）
青葉台駅前に建設された青葉台サービスセンター内の264m2を賃借して出店していたが、1967年（昭和42年）1月18日に閉店した[広報 3]。同年7月には東横百貨店（現・東急百貨店）との共同出資によって設立した東光ホームマートと東光フードマートが出店した[広報 3]

###### 旭区
- 二俣川店（旭区中沢2丁目1番8号[広報 3]、1966年（昭和41年）9月21日開店[広報 3] - 2007年（平成19年）閉店）
敷地面積694m2[136]、延べ床面積182m2[136]、売場面積139m2[136] → 220m2[広報 14]。
東急グループの不動産開発の一環で東光ストア二俣川ニュータウン店として開業した[136]。
1988年（昭和63年）2月に設備や什器を一新してミニスーパーマインズへの業態転換[広報 3]。

- 白根店（旭区中白根3-1-1[広報 15]（旧・白根町字拾六町歩1028-24[40]）、1978年（昭和53年）12月20日開店[広報 3] -2009年（平成21年）1月閉店[要出典]）
売場面積は1,289m2[40]。
店舗跡はTESCO白根旭台店(テスコジャパン)、ハックドラッグ白根旭台店。→ビッグ・エー 横浜中白根店およびファミリーマート 中白根店[要出典]

###### 戸塚区
- 東戸塚駅西口店 - 移転し、2009年（平成21年）3月31日にモレラ東戸塚店が開店した[137]。
- プレッセ美しが丘（横浜市青葉区美しが丘4丁目9-1[138]、1997年（平成9年）11月13日開店[25] - 2009年（平成21年）5月7日閉店）
シェフが店内で調理する総菜売り場などこだわり商品に特化した高級スーパーとして開店した[139]。
売場面積は1,023m2[広報 14]。

##### 川崎市
- (初代)溝の口店（高津区溝ノ口字南耕地304[118]、1965年（昭和40年）11月20日開店[広報 3][118] - 1971年（昭和46年）12月閉店[広報 3]）
売場面積は1,332m2[118]

- (2代目)溝の口店（高津区溝ノ口414[116]、1970年（昭和45年）10月31日開店[116] - 1979年（昭和54年）7月閉店[広報 3]）
売場面積1,572m2[116]。
長崎屋サンショッビングセンターへ出店していたが、長崎屋が食品売り場の直営化のため返還を求められたため閉店した[広報 3]。
1989年（平成元年）6月に (3代目)溝の口店が開店[広報 3]。溝の口駅直結の店舗となり、24時間営業となった。

- 向ヶ丘遊園店（多摩区登戸2130番地2[広報 24]、2008年（平成20年）11月6日開店[広報 24] - 2023年（令和5年）5月31日閉店）
売り場面積は693m2[広報 24]
向ヶ丘遊園駅北口の高層マンション「アトラスタワー向ヶ丘遊園」の1階に出店[広報 24]。

##### 綾瀬市
- かしわ台店（綾瀬市寺尾北1丁目10番18号[40]、1975年（昭和50年）11月28日開店[広報 3] - 2002年（平成14年）6月閉店[95]）
売場面積1,147m2[52]。

##### 厚木市
- 厚木店（厚木市中町2-10-21[64]、1971年（昭和46年）5月2日開店[広報 3] - 1992年閉店[要出典]）
売場面積4,311m2[64]。
呉服店羽根澤屋が一番街通り商店街に建設した鉄骨鉄筋地下1階5階建てのビルの地下1階から地上5階まで5,387m2に出店していた[広報 3]。
20年の借地契約の延長を行わずに閉店し、店舗跡を改装して「厚木パルコ2」が開店した[140]。

- 毛利台店（厚木市毛利台1丁目25番1号[141]、1977年（昭和52年）6月3日開店[広報 3] - ?閉店）
売場面積は685m2[1]。

##### 藤沢市
- 辻堂店（藤沢市辻堂1698[80]、住居表示実施後は辻堂二丁目7番1号。 1969年（昭和44年）11月開店[広報 3] - 1972年（昭和47年）増築 - 1978年（昭和53年）5月29日火災で閉店[広報 3]）
売場面積は2,487m2[90]。
1978年（昭和53年）5月29日に4階の日用雑貨玄関マット売場付近から火災が発生して顧客が死亡する火災事故が発生して同日閉店となった[広報 3]。
- 2018年8月取り壊しの後に再築し再開店。後に閉店し、店舗を取り壊し、湘南パールビルが建てられた。[要出典]

##### 大和市
- 大和店（大和市大和東1丁目2番1号[142]、1971年（昭和46年）10月23日開店[142] - 1993年（平成5年）閉店[143]）
敷地面積約1,730m2[142]、鉄筋コンクリート造地下2階地上5階建て塔屋2階[142]、延べ床面積約8,491m2[142]、店舗面積約5,064m2[142]、駐車台数約32台[142]。
当社のショッビングセンター第4号店として大和駅前にあった地下1階から地上5階まで全館を利用して出店した店舗で売場面積4,099m2の店舗であった[広報 3]。

- つきみ野店（大和市つきみ野5丁目16番1号[40]、1979年（昭和54年）9月開店[141] - 2001年（平成13年）12月31日閉店）
つきみ野駅前に出店していた店舗で、売場面積は923m2[1]。
店舗は取り壊され、跡地はマンション「リーデンススクエアつきみ野ソレイユコート」が建設された[144]。

##### 相模原市
- 橋本店（相模原市緑区橋本5丁目1番[広報 15]、2003年（平成15年）5月29日[145] - 2014年（平成26年）1月31日閉店[要出典]）
複合商業施設「ラ・フロール」の核店舗として出店していた総合スーパー[145]。

##### 伊勢原市
- 伊勢原店（伊勢原市桜台1丁目3番3号[40]、1976年（昭和51年）11月23日開店[広報 3] - 2016年（平成28年）1月31日閉店[要出典]）
売場面積は、開業時点では6,250m2で、1979年（昭和54年）11月に増床後は9,135m2[広報 3]。
伊勢原駅前に、地下1階・地上5階建て売場面積6,250m2で開業し、1979年（昭和54年）11月に隣接地を取得して売場面積9,135m2へ増床した[広報 3]。
店舗跡には、2016年（平成28年）6月29日に複合商業施設「いせはらcoma」が開業した[146][147]。

#### 埼玉県
- 狭山店（狭山市大字月見野571[148]、1966年（昭和41年）9月19日開店[広報 3][148] - 1978年（昭和53年）12月閉店[広報 3]）
敷地面積859m2[136]、延べ床面積182m2[136]、売場面積139m2[136] → 508m2[1]。
東急グループの不動産開発の一環で東光ストア狭山若葉台店として開業した[136]。

- こま川店（入間郡日高町大字下鹿山字高根527[52]（現・日高市）、1972年（昭和47年）10月31日開店[広報 3] - ?閉店）
売場面積506m2[52]。

- こま武蔵台店（日高市武蔵台1丁目23番9号[広報 3]、1978年（昭和53年）4月開店[149] - 2008年（平成20年）4月閉店[150]）
  - 売場面積は699m2[広報 14]。

こま武蔵台ニュータウン（閉店前後の人口は約2200戸、6000人）内唯一のスーパーだったが、車で5分ほどの場所にも競合店が出店するなどして不採算となったため閉店した[150]。

- 和光店（和光市本町31番1号[151]、1983年（昭和58年）4月15日開店[広報 3]- ?閉店）
売場面積3,862m2[151]。 サミットとして営業[要出典]。
- 草加店（草加市、?開店 - ?閉店）[要出典]
当時は、店舗2階建てで、イトーヨーカドー草加寮前に、店舗があったが、寮は、現在マンションとなっている。(草加市氷川町2141‐8)店舗閉店日2004年8月14日[要出典]

- 草加松原店（草加市草加3丁目9-13[広報 3]、?開店 - ?閉店）
売場面積2,329m2[広報 14]。

- 上尾店（上尾市大字小敷谷卞大久保880番地[64]、1968年（昭和43年）2月3日開店[広報 3] - 2014年（平成26年）5月9日閉店[要出典]）
売場面積は1,451m2[64]。

#### 千葉県

##### 千葉市
- 土気駅前店（千葉市緑区あすみが丘1-20-4[広報 15]（旧・千葉市土気町1758-18[152]）、1989年（平成元年）4月25日開店[152] - 2011年（平成23年）8月31日閉店[要出典]）
売場面積は1,495m2[152]、駐車台数約214台[152]。
土気駅前に1989年（平成元年）に開業したショッビングセンター「バーズモール」へ出店していた[10]。

- 土気あすみが丘店（千葉市緑区あすみが丘7丁目1番地[13]、2000年（平成12年）10月6日開店[13] - 2011年（平成23年）7月31日閉店[要出典]）
延べ床面積約35,166m2[153]、売場面積12,355m2[広報 14]。

- あすみが丘ニュータウン中心部に2000年（平成12年）10月6日に開業した[13]ショッビングセンター「プランニューモール」[10]の核店舗として出店していた総合スーパーである[13]。売場面積12,355m2[13]。東急レクリエーション運営のボウリング場やカルチャーセンターが併設されていた。ブランニューモール内の一部店舗（ビバホームなど）は営業を継続し、1階のとうきゅう跡にはカスミフードスクエアが2011年11月に開店[要出典]。

- 誉田店（ほんだ、千葉市緑区誉田3丁目46番地1[広報 15]、 - 2008年（平成20年）1月27日閉店[要出典]）
売場面積は1,173m2[広報 14]。

##### 市川市
- (初代)本八幡店（市川市、 - 1971年（昭和46年）12月閉店[広報 3]）
近くに開設された長崎屋サンショッビングセンターへの出店に伴い閉店[広報 3]。
- (2代目)本八幡店（市川市南八幡4丁目9番1号[116]、1970年（昭和45年）10月29日開店[116] - 1979年（昭和54年）7月閉店[広報 3]）
売場面積1,889m2[116]。
長崎屋サンショッビングセンターへ出店していたが、長崎屋が食品売り場の直営化のため返還を求められたため閉店した[広報 3]。

##### 松戸市
- 小金原店（松戸市小金原6丁目5番1号[64]、1969年（昭和44年）5月開店[広報 3][1] - 2008年（平成20年）5月26日閉店）
小金原団地開設と同時に開店[要出典]。1977年（昭和52年）7月2階部分を増築[広報 3]。
売場面積約1,116m2[64] → 1,697m2[広報 3]。

##### 柏市
- 南柏店（柏市新宿字堤下51[154]、1966年（昭和41年）9月23日開店[154] - 1979年（昭和54年）8月閉店[広報 3]）
敷地面積595m2[136]、延べ床面積182m2[136]、売場面積139m2[136] → 268m2[154]。
東急グループの不動産開発の一環で東光ストア南柏つくしが丘店として開業した[136]。

- 北柏店（柏市花野井字尾井戸1811[155]、1982年（昭和57年）11月開店[155] - ?閉店）
売場面積799m2[155]。

- 増尾店（柏市加賀3丁目22番10号[52]、1984年（昭和59年）4月6日開店[広報 3][154] - 2003年（平成15年）1月閉店[要出典]。
店舗面積405㎡[154]

##### 我孫子市
- 我孫子店（我孫子市つくし野3丁目822番5号[広報 3]、1977年（昭和52年）7月21日開店[広報 3][156] - ?閉店）
敷地面積約63,000m2[156]、鉄骨鉄筋コンクリート造地下1階地上11階建て[156]、延べ床面積約10,000m2[156]、店舗面積約3,045m2[156]（当社店舗面積約1,387m2[156] → 1,450m2[広報 3]）、駐車台数約28台[156]。
- 布佐店（我孫子市布佐平和台1丁目2番1号[広報 3]、1988年（昭和63年）4月開店[広報 3][41] - 2011年（平成23年）2月28日閉店）[要出典]
鉄骨造地上2階建て[157]、延べ床面積約2,6002[157]、売場面積1,618m2[広報 3]、駐車台数約200台[広報 3]。
成田線布佐駅前の[広報 3]平和不動産の布佐平和台ショッピングセンターに[157]食品主体の店舗として出店していた[広報 3]。

#### 茨城県
- 水戸店（水戸市南町3丁目6番33号[158]、1971年（昭和46年）5月30日開店[158] - 1980年（昭和55年）9月15日閉店[広報 3]）
敷地面積約4,516m2[158]、鉄骨鉄筋コンクリート造地下1階地上8階建て塔屋2階[158]、延べ床面積約15,845m2[158]、店舗面積約10,087m2[158]（当社店舗面積約1,387m2[158]）。
地下1階地上8階建ての全館を使って出店していた[広報 3]。
- 取手店（取手市新町1丁目9番1号[広報 3]、1985年（昭和60年）10月6日開店[159] - 2010年（平成22年）8月31日閉店[160]）
敷地面積約4,695.49m2[159]、鉄骨鉄筋コンクリート造地下1階地上9階建て[159]、延べ床面積約27,567.11m2[159]、売り場面積約12,000m2[161]、駐車台数約1,000台[159]。
常磐線取手駅西口駅第1種市街地再開発事業で建設された取手駅西口再開発ビルの[159]ほぼ全館を使用し[広報 3]、売り場面積約12,000m2に食料品から服飾・雑貨まで幅広く扱う総合的な品ぞろえをして[161]、開業当初は年商100億円を突破していた大型店舗であった[広報 3]。
周辺の地域に競合する大型店舗の出店が相次いで競合が激化した上、つくばエクスプレスが開業して取手駅の利用客が減少するなど集客力が低下して収益の見通しが立たないとして閉店することになった[161]。
閉店に伴い専門店を含めて閉鎖されて一時期空きビルとなり、取手駅前の商業施設は駅ビルのボックスヒルだけが残る形となったが、2012年12月6日に「リボンとりで」としてリニューアルした[160]。1階が西友、2階はダイソーなど、3階はドラッグストアやファッション関連店、4階は全フロアが宮脇書店である[160]。
かつて1980年代から1992年3月まで文化放送で放送されていた番組『とうきゅうサウンドパラダイス』は「ショッピングプラザ取手東急」名義での単独提供であり、本店内の特設会場で公開収録が行われていた[広報 25][162]。

#### 群馬県
- 太田店（太田市浜町4-1[80]、1969年（昭和44年）11月29日開店[163] - 1975年（昭和50年）12月31日閉店[広報 3]）
売場面積2,375m2[90]。

#### 愛知県
- 宮津店（知多郡阿久比町大字宮津字新海山5[164]、1969年（昭和44年）8月21日開店[広報 3] - ?閉店）
売場面積718m2[52]。
東海東光ストア第1号店で、新日鉄の従業員向け団地として開発された宮津団地に出店していた[広報 3]。

- 知多店（知多市にしの台2丁目100番1号[165]、1980年（昭和55年）1月19日開店[166] - 2002年（平成14年）3月1日閉店[167]）
売場面積は3,488m2[広報 3][41]。
東急グループ（東急鯱バス）の住宅開発の関係などで出店していた[広報 3]。
近隣に1997年（平成9年）5月1日に大型商業施設（イトーヨーカドー知多店）が開業した[168]影響などで閉店。その後建替えられて、2003年（平成15年）5月23日にヤマナカ知多フランテ館が開店している[169]。

- 粕谷台店（かすやだい、知多市南粕谷町2-1-1[52]、1974年（昭和49年）3月15日開店[広報 3] - 2002年（平成14年）閉店[95]）
売場面積879m2[52]。
東急鯱バスが従業員輸送を行う新日鉄名古屋製鉄所の従業員向け団地として、東急建設によって開発された粕谷台団地（南粕谷）に出店していたが、東急ストアの愛知県撤退に伴い、知多店と同時期に閉店した。閉店後はヤマナカ粕谷台店が営業中。店の前には東急鯱バスの乗り場がある。

- 上野台店（東海市富木島町東山田7番[164]、1970年（昭和45年）5月1日開店[170] - 2001年（平成13年）8月31日閉店[171]）
敷地面積約5,280m2[170]、鉄筋コンクリート造地上2階建て[170]、延べ床面積約5,610m2[170]、売場面積約3,507m2[170]（直営店舗面積約1,362m2[170]）、駐車台数約150台[170]。
粕谷台と同じく、新日鉄の従業員向け団地として開発された上野台にも出店していた[広報 3]。

#### 福岡県
- 筑紫野店（筑紫野市美しが丘南1丁目12番1号[11][172]、1993年（平成5年）5月18日開店[12][172] - 2007年（平成19年）3月閉店[11]）
敷地面積約28,681m2[173]、地下2階地上3階建て[174]、延べ床面積約50,200m2[172]、売場面積17,937m2[広報 14]。
5フロアの大型店舗で[174]、地下2階に[174]メリーゴーランドやゲームなど、ビデオシアターなどを設置した娯楽施設を併設した郊外型大型ショッピングセンターであった[11]。
東急グループの住宅開発の関係で出店していたが、近隣に大型商業施設が相次いで開業した影響で赤字が続いたため閉店し、九州から撤退することになった[11]。
なお、施設自体は京都市の不動産会社に売却し[11]、2007年（平成19年）10月31日に商業施設「筑紫野ベレッサ」として再オープンし[175]、九州を基盤とする大手スーパーサンリブが核店舗として出店していたが、[要出典]2018年現在はルミエール、サンドラッグ等が出店している[広報 26]。

## ロゴマーク
1970年6月、現行の赤いシンボルマーク「ファミリーマーク」と店舗ロゴを制定。デザインはグラフィックデザイナーの鳥越修治（東京都世田谷区代沢在住）。
なお、鳥越は東急グループ関連のロゴデザインを多数手がけており、東急ストア系列の花屋「とうきゅうフローラ」、前述の「マインズ」店舗ロゴデザイン、東急ストアも加盟する八社会のプライベートブランド「Vマーク バリュープラス」のロゴデザインや商品パッケージデザイン、渋谷のファッションビル「109 (商業施設)」のネーミングとロゴデザイン、東急文化会館のレストラン街「特選食堂街」、東急レストラン各店のロゴデザインなども担当している。

## 関連会社
- 東光食品 - 食品の製造ならびに仕入販売（2012年3月に旧「東光食糧」と旧「東光食品」が合併。旧「東光食糧」を存続会社として、社名を「東光食品」に変更した。）
- 東光フローラ - 生花・観葉植物等の仕入、販売、花の専門店「とうきゅうフローラ」、「FLEUR KAREN」の経営
- 東光サービス - 警備、人材派遣業

### 過去の関連会社
- 東光ストア - 定鉄商事として設立されて札幌東光ストア（後の札幌東急ストア）を運営していたが[広報 3]、2009年（平成21年） 10月30日には札幌東急ストアが株式会社アークスの子会社となって東急グループから離脱した[15]。
- 北海道東急ストア - 北海道下で店舗展開を行っていたが、1984年（昭和59年）6月に当社へ店舗譲渡[広報 3]。1997年4月に、定鉄商事へ移管された。それまでは札幌圏で2社が併存する形で営業していた[176]。
- 北見東急ストア - 北見市内で店舗展開を行っていた[26]。
- 東海東光ストア - 愛知県下で店舗展開を行っていた[広報 3]。
- 協同技術センター - 設備管理[広報 3]、リサイクル事業を行っていたが、2011年に東急ファシリティサービスの関連会社に変更された。

#### 広報資料・プレスリリースなど一次資料
1. 1 2 3 4 5  『東京急行電鉄 第142期有価証券報告書』 東京急行電鉄、2011年6月29日。
2. 1 2 3 4 5 6 7  “2020年2月期決算公告” (PDF). 2021年5月14日閲覧。
3. 1 2 3 4 5 6 7 8 9 10 11 12 13 14 15 16 17 18 19 20 21 22 23 24 25 26 27 28 29 30 31 32 33 34 35 36 37 38 39 40 41 42 43 44 45 46 47 48 49 50 51 52 53 54 55 56 57 58 59 60 61 62 63 64 65 66 67 68 69 70 71 72 73 74 75 76 77 78 79 80 81 82 83 84 85 86 87 88 89 90 91 92 93 94 95 96 97 98 99 100 101 102 103 104 105 106 107 108 109 110 111 112 113 114 115 116 117 118 119 120 121 122 123 124 125 126 127 128 129 130 131 132 133 134 135 136 137 138 139 140 141 142 143 144 145 146 147 148 149 150 151 152 153 154 155 156 157 158 159 160 161 162 163 164 165 166 167 168 169 170 171 172 173 174 175 176 177 178 179 180 181 182 183 184 185 186 187 188 189 190 191 192 193 194 195 196 197 198 199 200 201 202 203 204 205 206 207 208 209 210  『東急ストアのあゆみ』 東急ストア、1989年。
4. ↑  “4-6-2-2 東光ストアから東急ストアへ”.   東急. 2023年11月17日閲覧。
5. ↑  “年表（1973年〜2023年）”.   東急. 2023年11月17日閲覧。
6. ↑  “4-6-2-2 東光ストアから東急ストアへ”.   東急. 2023年11月17日閲覧。
7. 1 2  『株式会社東急ストアと株式会社東急ステーションリテールサービスを合併』（PDF）（プレスリリース）東急、東急ストア、東急ステーションリテールサービス、2021年12月27日。2022年1月22日閲覧。
8. ↑  プレッセ 東急ストア公式サイト
9. ↑  “検索結果一覧”. www.tokyu-store.co.jp. 2022年4月24日閲覧。
10. 1 2  “オフィスビル「南町田５丁目ビル」内に無人決済店舗をOPEN”. www.tokyu-store.co.jp. 2023年8月14日閲覧。
11. 1 2  “『Littleつくし野』がオープン！”. www.tokyu-store.co.jp. 2023年7月31日閲覧。
12. ↑  “自動販売機集積型の無人店舗『Little』業態の展開を開始！”. www.tokyu-store.co.jp. 2023年1月26日閲覧。
13. ↑  『アークス 平成22年2月期 決算短信』 アークス、2010年4月13日。
14. 1 2 3 4 5 6 7 8 9 10 11 12 13 14 15  投資家向け説明会 参考資料 (Report). 東京急行電鉄. (2005年5月19日).
15. 1 2 3 4 5 6 7  『東急ストア第65期事業報告書』 東急ストア、2004年5月。
16. 1 2  “6月14日（水）、東急ストア三鷹店OPEN！”.   東急ストア (2023年6月9日). 2024年9月10日閲覧。
17. ↑  DCMホーマック 八王子みなみ野店[出典無効]
18. ↑  （仮称）ウエルシア薬局町田忠生店改装工事(株)板橋組[リンク切れ]
19. ↑  株式会社東清実業[リンク切れ]
20. ↑  町田忠生店 ツルハドラッグ[出典無効]
21. ↑  “ビッグダウン町田忠生店は、ツルハドラッグ町田忠生店に変わりました！｜お知らせ”. ツルハドラッグ (2019年5月16日). 2020年5月22日閲覧。[出典無効]
22. ↑  くまざわ書店[リンク切れ]
23. ↑  “7月10日、ファミリーマート唐木田駅前店がオープン致します。”. 池栄フーズ株式会社 公式Facebook.  Facebook (2013年7月2日). 2020年5月22日閲覧。
24. 1 2 3 4  「向ヶ丘遊園東急ストア」のオープンについて東急ストア（2008年10月29日）
25. ↑  ラジオ新番組速報版 1986年春号〜1991年秋号 文化放送番組表より。
26. ↑  筑紫野ベレッサ
27. ↑  会社沿革 東急ストア公式サイト
28. ↑  プロフィール 鳥越修治オフィシャルサイト、2019年12月31日閲覧[リンク切れ]
29. ↑  主な実績 鳥越修治オフィシャルサイト、2019年12月31日閲覧[リンク切れ]